# Визнер, Ицек Янкелевич
Ицек Янкелевич (Игнатий Антонович) Визнер (1884—1923) — советский деятель органов охраны общественного порядка, начальник Центророзыска.

## Биография
Родился в еврейской семье.
Окончил коммерческое училище, с 1903 участвовал в революционном движении, в 1905 вступил в РСДРП. Неоднократно арестовывался царской полицией, сидел в тюрьме, жил в эмиграции в США, где работал чернорабочим на металлургическом заводе, в Британской империи.
В 1914 вернулся в Российскую империю, где проживал нелегально, после чего вновь уехал за границу и до 1917 жил в эмиграции.
В конце 1917, после Октябрьской революции, работал в Московском военном комиссариате. С марта 1918 работает следователем особого отдела при Президиума ВЧК по борьбе с должностными преступлениями. В августе того же года как уполномоченный ВЧК командирован в Брянск для организации ЧК. В 1919 представитель Коллегии ВЧК в Иваново-Вознесенске, где вступил в конфликт из-за репрессий с местными партийными и советскими руководителями, а также и уполномоченным ЦК РКП(б) Д. Б. Рязановым, дело разбиралось в Секретариате ЦК Е. Д. Стасовой.
С декабря 1919 по май 1920 работает начальником Центрального управления уголовного розыска. В мае 1920 находился на Западном фронте и работал в ЦК РКП(б). С января 1922 особоуполномоченный при Президиуме ВЧК по особо важным делам, член Коллегии ВЧК. В Петрограде занимался следствием по делу подпольной антисоветской организации Таганцева, делу Н. С. Гумилёва. участвовал в ликвидации группировок Б. В. Савинкова, в ликвидации польских шпионских организаций, был следователем по делу Кронштадтского восстания.
С августа 1922 начальник управления уголовного розыска НКВД РСФСР. В январе 1923 года назначен особоуполномоченным при Президиуме ГПУ
Заболел в ночь с 9 на 10 апреля 1923 года из-за заворота кишок. Визнеру сразу же была сделана операция, но спустя три дня, 13 апреля 1923 года, скончался. Похоронен на Новодевичьем кладбище.